# Guticraques
Os Guticraques são um grupo indígena que atualmente se identifica como crenaque, mas que no passado, contudo, eram chamados de botocudos.